# Hypseleotris compressa
Hypseleotris compressa är en fiskart som först beskrevs av Krefft, 1864.  Hypseleotris compressa ingår i släktet Hypseleotris och familjen Eleotridae. Inga underarter finns listade i Catalogue of Life.